# 广州东动车运用所

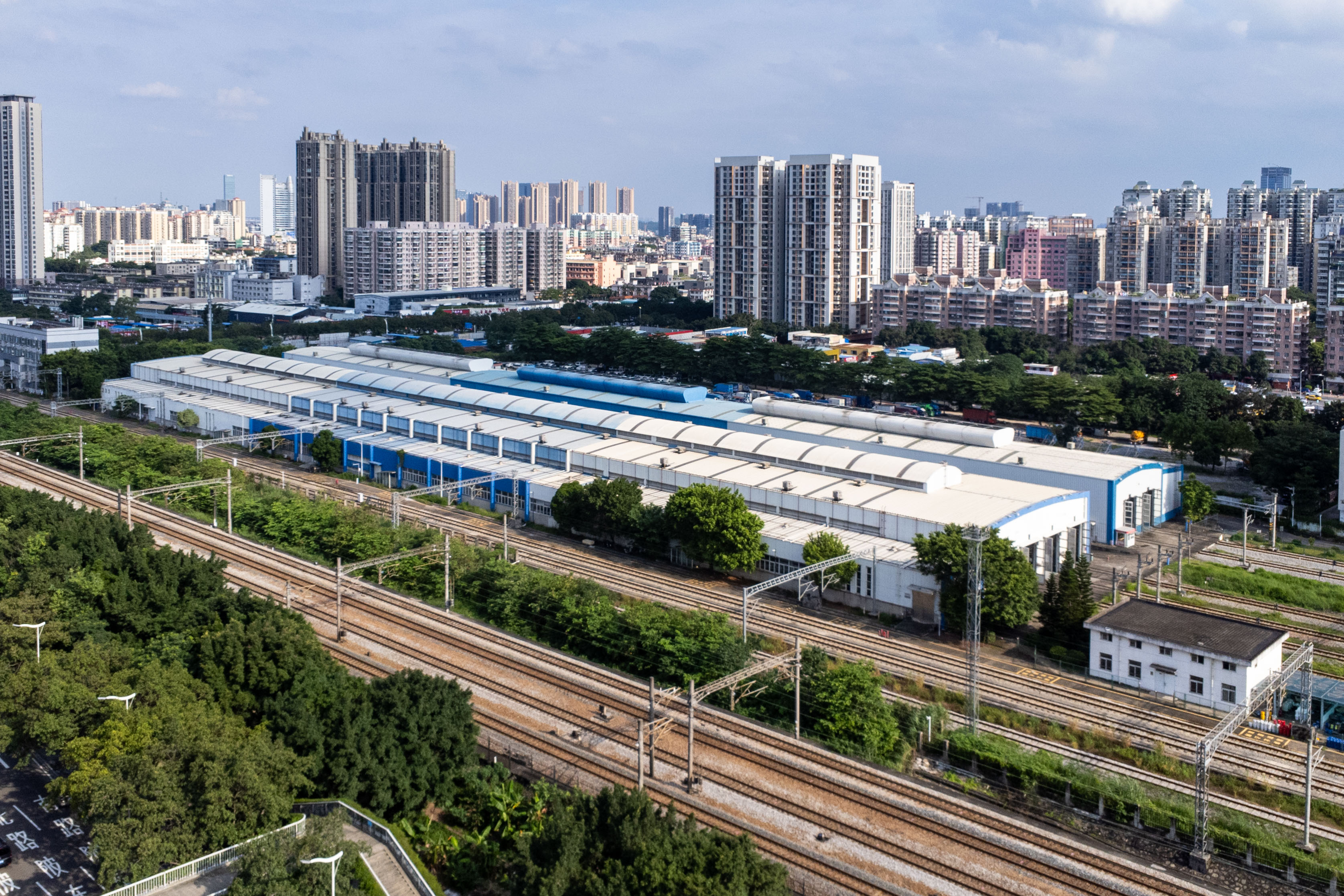
广州东动车运用所

广州东动车运用所位于中华人民共和国广东省广州市天河区棠下街道广园快速路广深铁路石牌站东侧，在2007年4月18日随中国铁路第六次大提速及广深四线的开通运营而启用。

## 基本信息
广州东动车运用所内建有动车组检查库一座，为4线4列位检查库（246m×32m）。走行部故障诊断装置、车体外部自动清洗机、不落轮镟设施（1台单轴镟床）与石牌客整所共用，均设在石牌客整所。广州东动车运用所目前配属CRH1型动车组20组（短编组）。广州东动车运用所拥有检测加工设备、集中卸污设备、洗车设备等，能实现动车组检测自动化、洗车自动化、轮对加工自动化、数据信息采集网络化等功能。